# Erosione fonetica
L'erosione fonetica è dovuta al fatto che ad un certo punto della sua storia una parola si accorcia e perde peso fonetico, cioè diventa troppo corta per essere utilizzata.

## Origine del problema
Le parole corte durano tanto più è frequente il loro uso; se vengono usate sporadicamente, muoiono e vengono sostituite.
Ad esempio:
lat aurĭs (orecchia)
- la “s” finale cade
- “au” si monottonga e diventa “o”
- la vocale finale, che è breve, tende a cadere

Per cui si arriverà alla parola "or", che è omofona di almeno altre due parole:
- aurum
- hora

## Soluzione/i
Le lingue ovviano al problema dell'assottigliamento ridando corpo fonetico (allungando la parola), ad esempio aggiungendo un suffisso, in questo caso un diminutivo.
- aurĭs > aurĭcŭla
- au è soggetto a monottongazione: aurĭcŭla >orĭcŭla
- [-kŭl] è soggetto a sincope (caduta di vocale breve tra due consonanti e avviene perché la vocale non è accentata) orĭcŭla > orĭcla
- la i breve diventa e chiusa orĭcla > orécla
- il nesso consonantico “cl” diventa [kj] <chi> (in posizione interna è doppia, in posizione iniziale è singola) orécla > orecchia

La parola auris a questo punto è caduta ed è stata sostituita da auricula.
Poi ci sono dei casi in cui il cambiamento di una parola crea due parole diverse per forma ma identiche per significato, anche se derivano da un'unica forma:
- lat platea > italiano piazza, plateale
- lat vitium > italiano vezzo, vizio

Praticamente il canale di trasmissione dal latino all'italiano è stato diverso: nel primo caso c'è stata una modifica in base alle leggi fonetiche e quindi possono essere definite come continuazioni regolari della parola latina, mentre nel secondo c'è stato un prestito di lusso (cosiddetto dotto): sono state prese dal latino e adeguate alla morfologia italiana.